# David Laitt (Fußballspieler)
David John Laitt (* 1. November 1946 in Colchester) ist ein ehemaliger englischer Fußballspieler.

## Karriere
David Laitt spielte, ebenso wie sein älterer Bruder Colin, im Nachwuchsteam von Colchester United. In der Saison 1964/65 erreichte er mit dem Jugendteam die vierte Runde des FA Youth Cups und gewann wettbewerbsübergreifend 17 Pflichtspiele in Folge. Zur Saison 1965/66 rückte Laitt als Teilzeitprofi in die erste Mannschaft auf, für die er zu einem Teileinsatz in der Fourth Division kam; bei einem torlosen Unentschieden an der heimischen Layer Road Ende Oktober 1965 gegen den FC Southport. Während Colchester am Saisonende einen Aufstiegsplatz belegte, wurde Laitts Vertrag nicht verlängert und der Abwehrspieler schloss sich dem nahe gelegenen Klub Crittall Athletic an, mit dem er in der Metropolitan League spielte. 1967 zog er sich während einer 5:7-Niederlage gegen die dritte Mannschaft des FC Arsenal einen Beinbruch zu.